# Roza Anagnosti
Roza Anagnosti właśc. Roza Xhuxha (ur. 27 października 1943 w Tiranie) – albańska aktorka.

## Życiorys
Była córką oficera. W 1944 wraz rodziną przeniosła się z Tirany do Szkodry. Pierwsze kroki na scenie stawiała występując w czasach szkolnych w teatrze działającym przy szkoderskim Domu Pioniera. W tym czasie uprawiała wyczynowo gimnastykę w klubie Vllaznia Szkodra.
W latach 50. ojciec Rozy trafił do więzienia, a rodzina żyła w skrajnej nędzy. Rozie udało się ukończyć naukę w liceum artystycznym Jordan Misja w Tiranie w 1964 powróciła do Szkodry, gdzie kontynuowała naukę w szkole pedagogicznej, występując także w zespole amatorskim. Tytułowa rola w spektaklu Nora e Kelmendit, w reżyserii Andrei Skanjetiego przyniósł jej nagrodę dla najlepszej aktorki na II Festiwalu Teatru Albańskiego w 1961. Jej talent docenił reżyser Paulin Sekuj i została zatrudniona na scenie zawodowej – w szkoderskim Teatrze Migjeni. W 1966 po małżeństwie z reżyserem Dhimitrem Anagnostim otrzymała angaż do zespołu Teatru Ludowego (alb. Teatri Popullor) w Tiranie. W 1994 przeszła na emeryturę, choć sporadycznie występowała na deskach Teatru Narodowego.
Na dużym ekranie zadebiutowała w 1963 niewielką rolą w obrazie Kristaqa Dhamo – Detyre e posaçme. Trzy lata później zagrała główną rolę w filmie fabularnym Komisari i Drites. W latach 1976–1982 trzykrotnie zdobywała nagrody dla najlepszej aktorki za role w filmach: Fije qe priten, Mesonjetorja i Rruga e lirise. Wystąpiła w dwudziestu filmach fabularnych.
Została uhonorowana przez władze Albanii tytułem Zasłużonego Artysty (alb. Artist i Merituar), a także Wielkiego Mistrza (Mjeshter i Madh).
W życiu prywatnym jest mężatką (mąż Dhimitër Anagnosti był reżyserem i scenarzystą), ma dwie córki.

## Role filmowe
- 1963: Detyre e posaçme jako nauczycielka (w napisach: Roza Xhuxha)
- 1964: Toka jone jako Filja (w napisach: Roza Xhuxha)
- 1966: Komisari i Drites jako Rudina (w napisach: Roza Xhuxha)
- 1968: Plage te vjetra jako Vera
- 1972: Ndergjegja jako Arta
- 1974: Qyteti me i ri ne bote jako przedszkolanka
- 1976: Fije qe priten jako Besa
- 1979: Ne shtepine tone jako nauczycielka
- 1979: Mesonjetorja jako nauczycielka Dafina
- 1981: Dita e pare e emerimit jako Bardha
- 1982: Besa e kuqe jako Mrika
- 1982: Rruga e lirise jako Dhurata
- 1984: Taulant kerkon nje moter jako Luli
- 1987: Familja ime jako Liria
- 1987: Bota e padukshme jako Besmira
- 1987: Vrasje ne gjueti jako Neta
- 1988: Rikonstruksioni jako żona Emila
- 1989: Kthimi i Ushtrisë së Vdekur jako Nice
- 1990: Vetmi jako Drita
- 2006: Gjoleka, djali i abazit jako Marua